# Malibu (singel)
Malibu – drugi singel amerykańskiego, grungowego zespołu muzycznego Hole z płyty Celebrity Skin.
Tekst piosenki mówi o zmarłym 4 lata wcześniej legendarnym muzyku zespołu Nirvana Kurcie Cobainie, kiedy był w klinice w Malibu. Piosenka była nominowana do nagrody Grammy Award w kategorii "the Best Rock Performance by a Duo or Group with Vocal" przegrała z piosenką Aerosmith Pink.

## Lista utworów
1. "Malibu" (Corgan, Erlandson, Love) - 3:49
2. "Drag" (Erlandson, Love, Auf der Maur, Zadorozny) - 4:32
3. "It's All Over Now, Baby Blue" (Bob Dylan)
4. "Celebrity Skin" (Live) (Corgan, Erlandson, Love) - 2:42
5. "Malibu" (Live) (Corgan, Erlandson, Love) - 3:49

## Miejsca na listach przebojów
| Rok  | Single   | Lista                       | Pozycja |
| ---- | -------- | --------------------------- | ------- |
| 1998 | "Malibu" | Mainstream Rock Tracks      | #16     |
| 1998 | "Malibu" | Modern Rock Tracks          | #3      |
| 1998 | "Malibu" | Billboard Hot 100           | #81     |
| 1998 | "Malibu" | UK Singles Chart            | #22     |
| 1998 | "Malibu" | Australia Singles Charts    | #11     |
| 1998 | "Malibu" | Nowa Zelandia Singles Chart | #38     |

## Nagrody
| Lista     | Status      | Sprzedaż |
| --------- | ----------- | -------- |
| Australia | Złota płyta | 35,000   |